# Mausoleo de Saad Zaghloul
El Mausoleo de Saad Zaghloul (en árabe: ضريح سَعد زَغلول) fue construido en 1927 para conmemorar el revolucionario egipcio, Saad Zaghloul. Se encuentra en el centro de El Cairo, Egipto. 
Saad Zaghloul (1853-1927) pasó la mayor parte de su vida adulta tratando de poner fin a la ocupación británica de Egipto y Sudán, que había comenzado en 1882. Se convirtió en un portavoz nacional por el autogobierno de Egipto y Sudán, y ocupó el cargo de primer ministro durante un tiempo. Altamente respetado, incluso por los gobernadores extranjeros a los que se oponía, un mausoleo epónimo fue erigido en su honor poco después de su muerte. Construido en granito, el diseño del mausoleo se hace eco de la de los templos faraónicos, con el grabado caligráfico árabe, con una cornisa y la entrada hacia el exterior curva flanqueada por dos grandes pilares de loto. El mausoleo se construyó cerca de la casa de Zaghloul, que es conocida como Beit el-Umma o la Casa de la Nación. Se utiliza hoy en día como un museo en memoria de Zaghloul, con su mobiliario y ropa almacenados en su interior.